# Ingoldingen

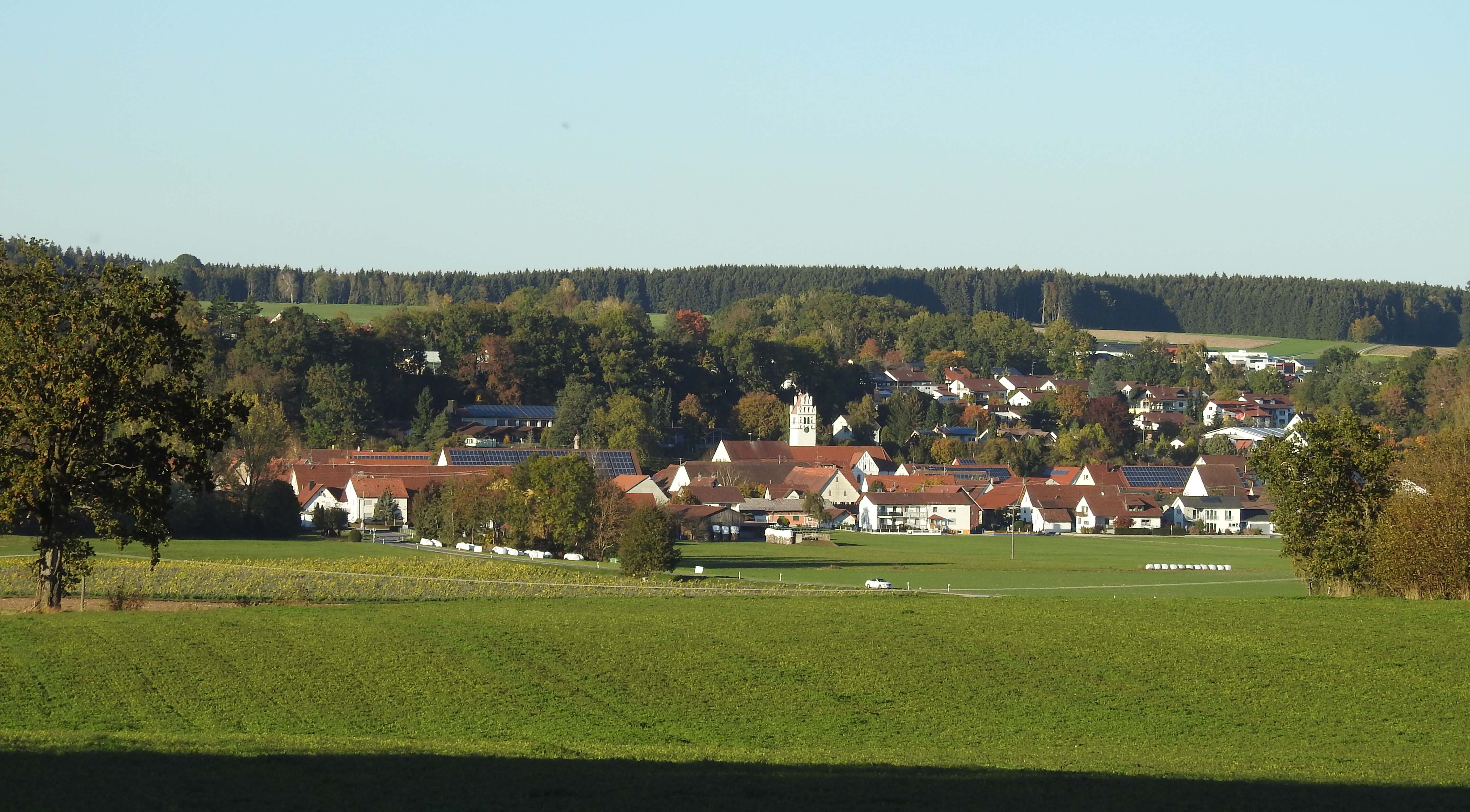
Ingoldingen des del sud

Ingoldingen és un municipi del districte de Biberach, al sud de l'estat federat de Baden-Württemberg, Alemanya. Es troba a uns nou quilòmetres al sud-oest de Biberach an der Riß, capital del districte.